# (21826) Youjiazhong
(21826) Youjiazhong (1999 TJ91) – planetoida z grupy pasa głównego asteroid okrążająca Słońce w ciągu 3,4 lat w średniej odległości 2,26 j.a. Odkryta 2 października 1999 roku.